# アルト・ハイデルベルク

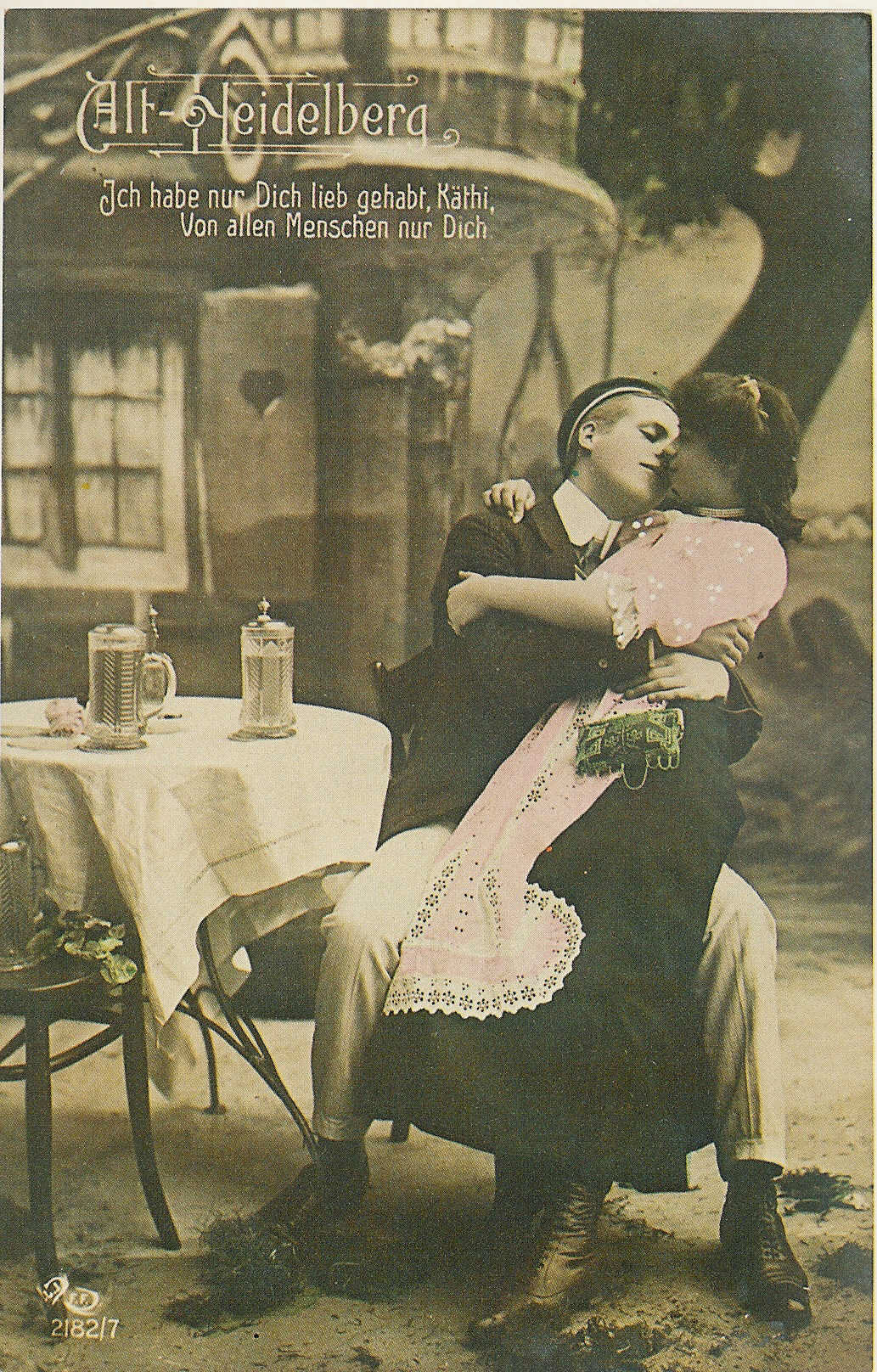
『アルト・ハイデルベルク』をモチーフにしたポストカード。劇中の台詞が引用されている。

『アルト・ハイデルベルク』(Alt-Heidelberg) はドイツの作家・ヴィルヘルム・マイヤー＝フェルスターによる5幕の戯曲である。フェルスター自身が1898年に発表した小説『カール・ハインリッヒ』(Karl Heinrich) を基にしており、1901年にベルリンで初演された。タイトルは「古き（良き）ハイデルベルク」の意。
ザクセンのカールブルク公国の公子、カール・ハインリッヒがハイデルベルク大学へ遊学して、このネッカー川に面した美しい町の下宿でケーティ (Käthie) と仲良くなり楽しい時を過ごすが、養父の死により大公に就くことになり、彼女と別れて故郷へ呼び戻され、その後再びハイデルベルクを訪問してケーティに再会するまでを描いている 。同様のテーマを扱った森鷗外の『舞姫』の暗いイメージとは正反対の、涙を誘いながらも比較的に明るい純愛ものである。
日本での初演は1912年に有楽座で文芸協会が行ない、松井須磨子がケーティ役であった。その後滝沢修、山本安英、杉村春子などが1924年、1926年、1934年に築地座、築地小劇場で出演している。1931年10月に宝塚少女歌劇団（現宝塚歌劇団）月組によって『ユングハイデルベルヒ』という題で上演が行われて、その後何度も宝塚少女歌劇団で上演される作品になった。1977年8月には日生劇場で『音楽劇 若きハイデルベルク』と題して中村勘九郎と大竹しのぶ主演で上演された。

## あらすじ
ドイツのザクセン地方のカールブルク公国（架空の国、実際にあるのはコーブルク公国）の王子、カール・ハインリッヒは、両親が早く亡くなったため、後見となった叔父の大公に育てられてきた。学齢に達した王子は、晴れて学生生活を過ごすべく家庭教師の哲学博士とともにハイデルベルクにやってきた。王子の住まいはネッカー川そばのリューダーという下宿屋で、1階は居酒屋兼食堂になっていていつも学生たちで溢れかえっていた。リューダーの遠縁で、ここで女給として働いていたケーティは、たちまち王子に夢中になった。そして、4か月がたち、いっしょにパリに連れていってあげるから、とびきり上等のドレスでおめかしして待っているように言われた直後に、王子の国元から使者がやってきて、大公の容態が悪く、直ちに帰国して欲しいとの知らせを伝えた。王子は1年の予定だった遊学を早々に切り上げて帰国を余儀なくされた。
それから2年後、カール・ハインリッヒはカールブルク大公となった。2週間後に不本意な結婚を迎える予定の彼のもとに、ハイデルベルクでの短い学生時代「いつか自分が大公になったら給仕長に取り立ててやるぞ」と約束した相手のケラーマンが訪ねてきて、ハイデルベルクの人々の消息を語った。そこで大公は青春の思い出のハイデルベルクが懐かしくてたまらなくなり、ケラーマンを伴って再びハイデルベルクを訪ねることにした。
しかし、ハイデルベルクの街はすっかり変わってしまっており、学生気質も変わり、リューダーの居酒屋も学生たちが寄り付かなくなっていた。ケーティもまもなく結婚を控えていたが、彼女だけは大公のことを忘れずに思ってくれていた。再びハイデルベルクを後にする大公の胸には青春のハイデルベルクの思い出だけが残っていた。

## 受容史
本作は、20世紀前半において最も数多く上演されたドイツの演劇作品の一つである。この作品が、ハイデルベルクの町を世界的に有名にし、日本では明治時代においてドイツ語を学ぶ学生にとっては必読書になった。昭和時代前期になってもそうした雰囲気は残っていた。
一方、ベルトルト・ブレヒトは「駄作」(Saustück) とこき下ろし、アルフレート・デーブリーンは「陳腐な作品」(Leierkasten) といい、クルト・トゥホルスキーまでも「古臭く甘ったるい駄作」(alten Schmachtfetzen) と呼んだ。ブレヒトは、第一次世界大戦後には観客にはもうそれがどういうことなのかわからなくなってしまい知らないままに拍手したりしている若い王子と宿屋の年配の女給の間のエピソードは、あまりにも古臭い身分制度の壁の最たるものだという。しかし、現実の世界でそのような対立を克服してしまった現実の人々の意識が、観客から大いに称賛された。
本作は、シグマンド・ロンバーグによるブロードウェイのオペレッタ『学生王子』（1924年）の原作になった。作品中、学生組合の三色のたすきを肩からかけた学生たちの合唱で学生歌により物語の進行が説明される。このシーンはブロードウェイで男性コーラスが好評を博した数少ない場面の一つでもある。この作品は、今日でもハイデルベルク城の恒例の祭りの際にはドイツ語で演じられ、英語の字幕が掲示されている。
『学生王子』は何度か映画化もされている。1915年のジョン・エマーソン監督による無声映画、1927年のエルンスト・ルビッチ監督による同じく無声映画、1954年のリチャード・ソープ監督によるミュージカル映画がある。
元々の戯曲からも、1959年にドイツでエルネスト・マリシュカ監督、クリスティアン・ヴォルフ主演で映画化されている。

## 日本語訳
日本語では小説も戯曲も『アルト・ハイデルベルク』として翻訳されている。
- 小説『アルト・ハイデルベルク』番匠谷英一訳（角川文庫 912）1954年
- 戯曲『アルト・ハイデルベルク』丸山匠訳（岩波文庫 2207）1935年
- 戯曲『アルトハイデルベルク』丸山匠訳（岩波文庫 赤 427-1）1980年

## 翻案
- 思ひ出 Alt-Heidelberg（1923年、ドイツ映画）
- The Student Prince（1924年、アメリカのミュージカル）
- 思ひ出 The Student Prince in Old Heidelberg（1927年、アメリカ映画）
- 皇太子の初恋 The Student Prince（1954年、アメリカ映画）
- Alt Heidelberg（1959年、ドイツ映画）